# Palazzo Nardini

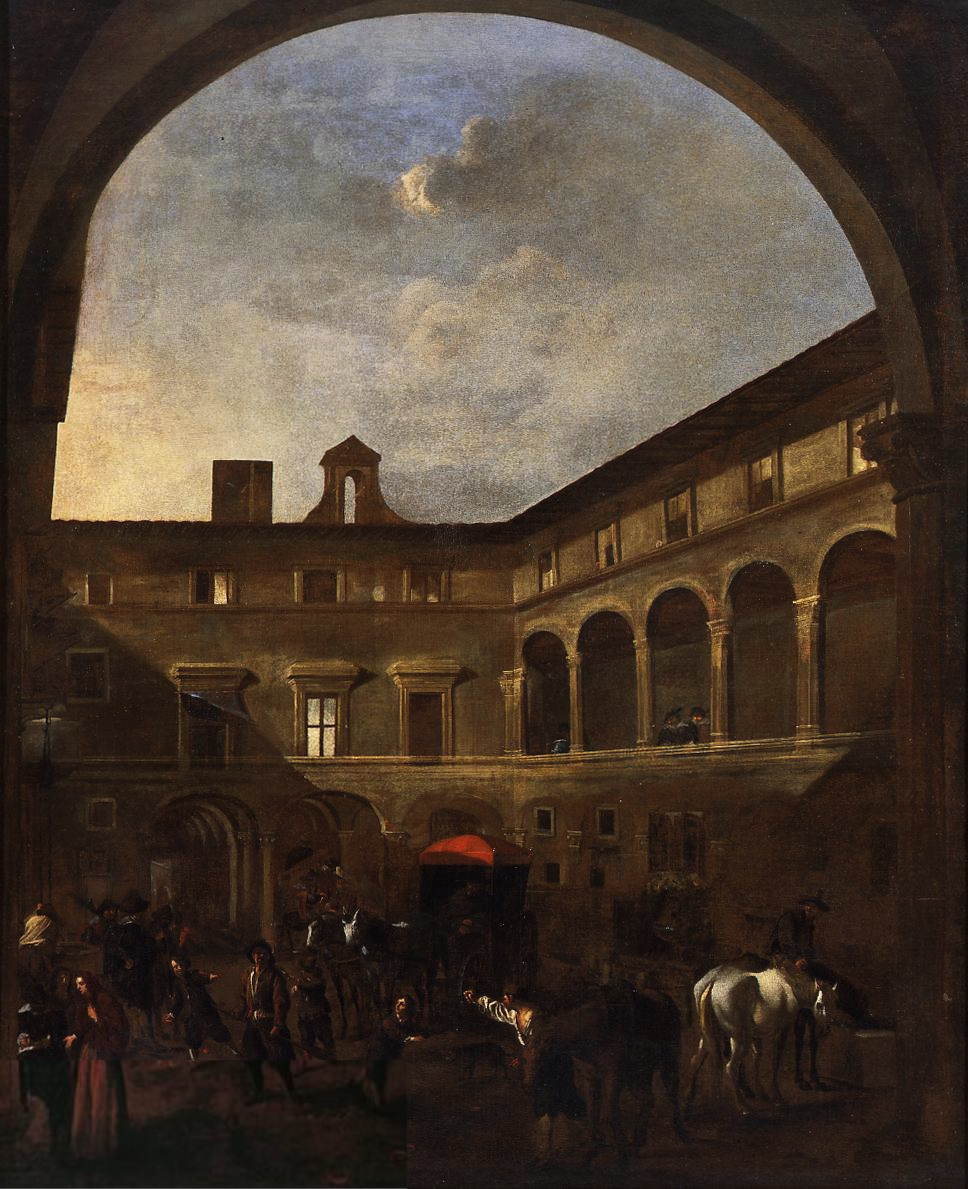
Pátio interno do palácio.
Por Jan Miel (1650), atualmente no Palazzo Barberini, em Roma.

Palazzo Nardini é um palácio renascentista localizado no número 39 da Via del Governo Vecchio, motivo pelo qual é também conhecido como Palazzo del Governo Vecchio, no rione Parione de Roma. O edifício atualmente está abandonado e em estado de grande deterioração.

## História
O palácio foi construído por ordem do cardeal Stefano Nardini, governador de Roma, entre 1473 e 1479 para ser sua residência. Segundo algumas fontes, o projeto seria de Bramante, mas também são citados Meo del Caprina e Giacomo da Pietrasanta. Atualmente, o edifício parece mais uma fortaleza do que um edifício renascentista. Originalmente construído à volta de três pátios e três torres, o edifício foi re-estruturado em 1567 pelo cardeal Giovanni Serbelloni. A fachada se abre num belíssimo portal do século XV com moldura em cantaria talhada em ponta de diamante, com friso de palmettes entre festões, dentículos, cornija com mísulas e, no centro, brasão dos Nardini, provavelmente obra de Baccio Pontelli.
À esquerda do portal está uma placa com a efígie pintada de Cristo que comemora a doação do palácio em 1475, ainda durante a vida de Nardini, ao Ospedale del Salvatore, em Latrão, para que ali fosse instalada a sede da Accademia di Arti Umanistiche. As janelas originais do piso nobre trazem a seguinte inscrição: "STE NARDINUS CAR MEDIOL MCCCCLXXVIIII" ("Stefano Nardini, cardeal de Milão em 1479"). Em 1624, a Companhia do Hospital do Salvador vendeu o palácio à Câmara Apostólica porque o papa Urbano VIII decidiu instalar ali a sede do governo de Roma. Quando, em 1755, o papa Bento XIV transferiu todos os escritórios para o novo "Palácio do Governo" (conhecido como Palazzo Madama), o Palazzo Nardini passou a ser conhecido como Palazzo del Governo Vecchio, nome que depois se estendeu também para a rua onde ele fica. Depois da Unificação da Itália (1870), o edifício passou a abrigar a escritórios penais do Reino da Itália e da República Italiana, transferidos mais tarde para um novo edifício na Piazzale Clodio. 
Entre os muitos eventos históricos ocorridos ali, destaca-se a morte de Roberto Malatesta. Depois de vencer a Batalha de Campo Morto em 1482, Malatesta conseguiu entregar de forma triunfal Roma ao papa Sisto IV. Já febril, ele se hospedou no palácio e ali morreu de malária em 10 de setembro do mesmo ano.